# Peter Alberg Holm

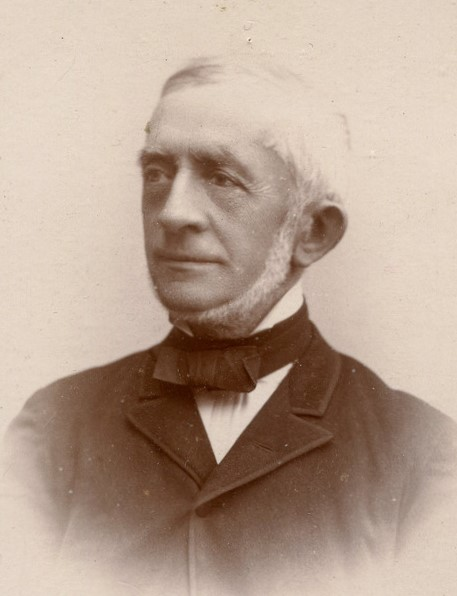
Peter Alberg Holm, Fotografie von Lars Dinesen, ca. 1870–1880

Peter Alberg Holm (* 24. Mai 1823 auf Streymoy, Färöer; † 2. Mai 1892 in Gamtofte, Fünen, Dänemark; allgemein nur Peter Alberg genannt) war ein färöischer Pfarrer und Autor, der in Dänemark lebte.

## Leben
Manchmal wird Peter Alberg Holm mit Petur Alberg, dem Komponisten der färöischen Nationalhymne, Tú alfagra land mítt (Du mein schönstes Land), verwechselt, deren Text von Símun av Skarði stammt.
Peter Alberg ist der Sohn des Gemeindepfarrers von Nordstreymoy, Niels Lassen Holm († 1839). 1832 wurde er zur Ausbildung nach Kopenhagen geschickt, wo er 1841 die Københavns Borgerdydskole absolvierte. 1849 wurde er Studienrat in Aarhus.
Peter Albergs besonderes Interesse galt seinem Heimatland, den Färöern, die er bereits im Sommer 1844 wieder besuchte. Sein erstes Buch war Skildringer og sagn fra Færøerne (Schilderungen und Sagen von den Färöern) 1856. Daneben hat er eine Reihe von Zeitschriften- und Zeitungsartikeln mit religiösem, sprach- und naturwissenschaftlichem Inhalt geschrieben. Überdies stammen auch einige Kirchenlieder und Gebete von ihm.
1851 heiratete er Petra Conradine Stæger († 1869).
1855 zog Peter Alberg nach Roskilde. 1862 wurde er Gemeindepfarrer in Vetterslev und Høm bei Ringsted, 1869 in Dalum. Nach dem Tod seiner ersten Frau heiratete er 1872 die Pastorentochter Anna Fenger. Ab 1880 war er Pfarrer in Gamtofte auf Fünen, wo er 1892 im Alter von 68 Jahren verstarb.

## Werke (Auswahl)
- 1848 – Ornithologischer Beitrag zur Fauna der Färöer. Archiv für Naturgeschichte, Berlin 1848 (Google Books)
- 1856 – Skildringer og sagn fra Færøerne (Schilderungen und Sagen von den Färöern)
- 1893 – Udvalg af efterladte Digte (Auswahl hinterlassener Gedichte)